# Восточный Годжам
Восточный Годжам — зона в регионе Амхара, Эфиопия.

## География
Площадь зоны составляет 14 004,47 км².

## Население
По данным Центрального статистического агентства Эфиопии на 2007 год население зоны составляет 2 153 937 человек, из них 1 066 716 мужчин и 1 087 221 женщина. Прирост населения по сравнению с данными переписи 1994 года составил 26,68 %. Плотность населения — 153,80 чел/км². Основная этническая группа — амхара, она составляет 99,82 % населения; оставшиеся 0,18 % представлены другими народностями. 99,81 % жителей зоны считают родным языком амхарский язык. 97,42 % населения являются приверженцами эфиопской православной церкви и 2,49 % — исповедуют ислам.
По данным прошлой переписи 1994 года население зоны насчитывало 1 700 331 человек, из них 845 980 мужчин и 854 351 женщина. 99,83 % населения составляли амхара; оставшиеся 0,17 % были представлены другими этническими группами. 99,88 % жителей зоны считали родным языком амхарский; остальные 0,12 % населения назвали другие языки в качестве родного. 96,71 % населения были приверженцами эфиопской православной церкви и 3,18 % населения являлись мусульманами.

## Административное деление
В административном отношении подразделяется на 14 районов (ворэд).